# Свенска серієн з хокею 1940—1941
 Свенска серієн: 1940—1941 — 6-й сезон у «Свенска серієн», що була на той час найвищою за рівнем клубною лігою у шведському хокеї з шайбою.
У чемпіонаті взяли участь 8 клубів.
Переможцем змагань став клуб «Гаммарбю» ІФ (Стокгольм).

## Турнірна таблиця
|                 | Команда                    | І               | В               | Н               | П               | Ш               | О               |
| Верхня половина | Верхня половина            | Верхня половина | Верхня половина | Верхня половина | Верхня половина | Верхня половина | Верхня половина |
| --------------- | -------------------------- | --------------- | --------------- | --------------- | --------------- | --------------- | --------------- |
| 1               | «Гаммарбю» ІФ (Стокгольм)  | 10              | 8               | 2               | 0               | 44 - 10         | 18              |
| 2               | ІК «Йота» (Стокгольм)      | 10              | 5               | 3               | 2               | 19 - 17         | 13              |
| 3               | Седертельє СК              | 10              | 5               | 2               | 3               | 25 - 13         | 12              |
| 4               | АІК Стокгольм              | 10              | 4               | 2               | 4               | 25 - 16         | 10              |
| Нижня половина  |                            |                 |                 |                 |                 |                 |                 |
| 5               | «Карлбергс» БК (Стокгольм) | 10              | 5               | 2               | 3               | 27 - 15         | 12              |
| 6               | ІК «Гермес» (Стокгольм)    | 10              | 4               | 1               | 5               | 17 – 40         | 9               |
| 7               | ІФК Марієфред              | 10              | 1               | 1               | 8               | 18 – 40         | 3               |
| 8               | ІК «Стуре» (Стокгольм)     | 10              | 1               | 1               | 8               | 9 - 53          | 3               |